# Sampeyre
Sampeyre – miejscowość i gmina we Włoszech, w regionie Piemont, w prowincji Cuneo.
Według danych na rok 2004 gminę zamieszkuje 1146 osób, 11,7 os./km².